# Jasieńczyk (Pozezdrze)
Jasieńczyk (deutsch Klein Eschenort) ist ein kleiner Ort in der polnischen Woiwodschaft Ermland-Masuren. Er ist ein Wohnplatz in der Ortschaft Przerwanki (Przerwanken, 1907 bis 1945 Wiesental) innerhalb der Landgemeinde Pozezdrze (Possessern, 1938 bis 1945 Großgarten) im Powiat Węgorzewski (Kreis Angerburg).
Jasieńczyk liegt am  Nordufer vom Goldapgar See (polnisch Jezioro Gołdopiwo, auch: Jez. Gołdapiwo), 17 Kilometer südöstlich der Kreisstadt Węgorzewo (Angerburg).

## Geschichte
Klein Eschenort bestand ursprünglich nur aus einem kleinen Gehöft und war bis 1945 ein Wohnplatz der Gemeinde Przerwanken (1907 bis 1945: Wiesental) im gleichnamigen Amtsbezirk, der zum Kreis Angerburg im Regierungsbezirk Gumbinnen der preußischen Provinz Ostpreußen gehörte. 1907 lebten in Klein Eschenort nur sieben Einwohner.
In Kriegsfolge kam 1945 Wiesental und mit ihm auch Klein Eschenort zu Polen. Der jetzt „Jasieńczyk“ genannte Ort ist wiederum als Wohnplatz mit der jetzt Przerwanki genannten Ortschaft verbunden. Beide sind Teil der Landgemeinde Pozezdrze im Powiat Węgorzewski, vor 1998 der Woiwodschaft Suwałki, seither der Woiwodschaft Ermland-Masuren zugehörig.

## Religionen
Kirchlich war Klein Eschenort vor 1945 mit der evangelischen Kirche Kutten bzw. mit der katholischen Kirche Zum Guten Hirten Angerburg verbunden.
Heute ist Jasieńczyk Teil der katholischen Pfarrei Kuty bzw. der evangelischen Filialgemeinde Węgorzewo der Pfarrei Giżycko (Lötzen).

## Verkehr
Verkehrstechnisch ist Jasieńczyk nur bedingt zu erreichen: von Przerwanki führt ein Landweg als Seeuferstraße in den Ort.